# Đuro Prejac
Đuro (Jurica) Prejac (pron. Dyouro (Youritsa) Preyats), né le 25 novembre 1870 à Desinić, mort le 19 janvier 1936 à Zagreb, était un compositeur, acteur et metteur en scène.
Il a dominé la musique légère de scène en Croatie pendant les années 1930.

## Une formation complète au spectacle
Fils du second instituteur et organiste de Desinić, Juraj (Đuro) Prejac né le 14 avril 1847 à Sveta Marjeta niže Ptuja dans l'empire d'Autriche, qui lui avait appris  le piano dès l'âge de cinq ans et qu'il pouvait déjà remplacer à l'orgue de l'église paroissiale Saint-Georges dès l'âge de sept ans.
À la sortie du collège, Đuro Prejac a fréquenté le lycée de Varaždin puis, à 14 ans, étudié l'artisanat graphique à l'imprimerie du journal Narodne novine (« Le National »), qui l'a ensuite embauché.
À son arrivée à Zagreb, il habitait chez son parrain qui était gardien d'un théâtre, ce qui lui a permis de voir de l'autre côté du rideau, de s'intéresser à la vie théâtrale et au métier d'acteur.

À l'issue de son service militaire en 1896, il est reçu à l'école Miletić des Arts dramatiques de Croatie, et étudie le chant en privé avec le grand musicien Ivan Zajc. Tout en apprenant le métier d'acteur, Đuro Prejac se lance dans la traduction, adaptant de nombreuses pièces de théâtre pour la scène croate.

## L'organisateur et l'acteur
Dès 1890, pendant son service militaire  dans l'armée austro-hongroise à Sarajevo et à Banja Luka, c'est de musique  qu'il s'occupe principalement : il fonde et dirige  un chœur de sous-officiers, et à Sarajevo il fonde une Compagnie de théâtre, ainsi que la Société croate de chant Trebević.
Après 1899, il est à la fois acteur et metteur en scène au Théâtre national de Zagreb, où il passera  presque tout le reste de sa carrière, tout en enseignant à l'école de l'Institut croate de musique (Hrvatski glazbeni zavod). Il a travaillé sur les scènes de Zagreb, Ljubljana et Split,  à la fois comme acteur, metteur en scène  et chorégraphe.
Sa retraite officielle du Théâtre national en 1925 ne l'a pas empêché de collaborer avec lui par la suite, de sorte que ses adieux, il les y a vraiment faits  en 1935, l'année précédant sa mort ; et c'était un événement dont la seconde partie fut la Première de son ultime opérette, Vječiti ženik (« L'éternel marié »), où figuraient les plus grands noms de cette institution. 
Cependant, pendant cette dernière décennie, c'est d'abord comme librettiste  et compositeur qu'il est apparu au public :

Avant Vječiti ženik, il avait composé et écrit les opérettes Apaš Kavalir (« Le cavalier apache »), et Mis Eva (« Miss Eva »).
 
Il a mis en scène des romans d'August Šenoa : Čuvaj se senjske ruke (« Garde-toi de la main de Senj ») et Seljačka buna (« Une jacquerie »),  
et écrit des comédies : Zajutrak (« Petit déjeuner »), Tko je mrtav (« Qui est mort ») et Znatiželjni tast (« Le beau-père curieux »).
Décédé le 19 janvier 1936 à Zagreb, il y est enterré au cimetière de Mirogoj.

## Présence actuelle dans la culture
Passées dans le patrimoine populaire, ses dernières chansons passent désormais pour « traditionnelles » du Zagorje croate : 
par exemple, Vu plavem trnaci (Traduit en français par « Dans les jardins bleus »),
Pozdrav Zagorju(« Salut au Zagorje »), 
et Peharček moj(« Ma chopine »).
Le collège de Desinić porte son nom : Osnovna Škola Đure Prejca.